# Kevin Ayers
Kevin Ayers, född 16 augusti 1944 i Herne Bay, Kent, England, död 18 februari 2013 i Montolieu, Frankrike, var en brittisk sångare, låtskrivare och gitarrist/basist. Ayers var en av grundarna till Canterbury-bandet Soft Machine. Han medverkade dock bara på gruppens debutalbum 1968. Ayers släppte under 1970-talet och 1980-talet ett flertal soloalbum och har samarbetat med artister som Brian Eno, Robert Wyatt, John Cale och Syd Barrett.

## Diskografi (urval)
Soloalbum
- Joy of a Toy (1969)
- Shooting at the Moon (1970)
- Whatevershebringswesing (1971)
- Bananamour (1972)
- The Confessions of Dr. Dream and Other Stories (1974)
- June 1, 1974 (1974, med Nico, John Cale och Brian Eno)
- Sweet Deceiver (1975)
- Yes We Have No Mañanas (So Get Your Mañanas Today) (1976)
- Rainbow Takeaway (1978)
- That's What You Get Babe (1980)
- Diamond Jack and the Queen of Pain (1983)
- Deià...Vu (1984)
- As Close as You Think (1986)
- Falling Up (1988)
- Still Life with Guitar (1992)
- The Unfairground (2007)